# Kościół Wniebowzięcia Najświętszej Maryi Panny w Troszynie
Kościół Wniebowzięcia Najświętszej Maryi Panny w Troszynie – kościół parafialny parafii rzymskokatolickiej pw. Wniebowzięcia Najświętszej Maryi Panny w Troszynie.

## Opis
Budowla wczesnogotycka, przebudowana w stylu neogotyckim, orientowana, zbudowana z granitu polnego i cegły na planie prostokąta, jednonawowa z wyodrębnionym prezbiterium na rzucie kwadratu, przykrytym sklepieniem sieciowym; okna oraz szczyt wschodni i zachodni przemurowane są cegłą. Wieża stoi od strony zachodniej (u dołu czworoboczna, wyżej ośmioboczna, z ostrosłupowym hełmem wspartym na trójkątnych szczytach z kwiatonami; na wieży dzwon „Święty Maksymilian” o wadze 195 kg i średnicy 72 cm z płaskorzeźbą Adama Haupta – popiersie św. Maksymiliana – poświęcony 16 stycznia 1983 r.), od południa dostawiona jest kruchta, zaś od północy zakrystia. Kościół nakryty jest dachem dwuspadowym, po części przykrytym neogotyckimi, trójkątnymi szczytami zwieńczonymi kwiatonami. We wnętrzu na uwagę zasługuje drewniany podwyższony strop, empora chórowa i zdobne ławki z XIX w. Całość założenia ogrodzona murem kamienno-ceglanym z ozdobną bramą wjazdową, obsadzoną lipą, kasztanowcem i platanem.

## Historia
Kościół zbudowany został w 2. połowie XIII w., wzmiankowany w 1337 r. w księdze ziemskiej margrabiego brandenburskiego Ludwika Starszego, po 1534 r. protestancki, znacznie przebudowany w latach 1873-76 (po pożarze, kiedy to dobudowano również wieżę i kruchtę oraz wykonano z cegły ozdobne portale, okna, szczyty i gzymsy, zaś nawę przykryto drewnianym sklepieniem), po 1945 r. ponownie katolicki; w 1986 odnowiony i powiększony o zakrystię.
Przed II wojną światową na wieży kościelnej znajdowały się 3 dzwony z 1875 r. z zakładu Friedricha Gruhla w Kleinwelka (obecnie dzielnica Budziszyna): o średnicy 0,93 m, 0,75 m i 0,62 m.

## Cmentarz
Na cmentarzu przykościelnym znajdują się nagrobki rodziny von Finckenstein.